# محمد مصطفى المراغي
محمد مصطفى المراغي (1881 - 1945  عالم أزهري وقاض شرعي مصري، شغل منصب شيخ الأزهر في الفترة من 1928 حتى استقالته في 1930 ثم تولى المشيخة مرة أخرى عام 1935 وحتى وفاته في ليلة 14 رمضان 1364 هـ الموافق 22 أغسطس 1945.

## حياته
هو محمد بن مصطفى بن محمد بن عبد المنعم المراغي من مركز المراغة، محافظة سوهاج بصعيد مصر. ولد في 7 ربيع الآخر سنة 1298 هـ الموافق ل9 مارس سنة 1881م. وينتهي نسبه الشريف إلى الحسين بن علي وفاطمة الزهراء بنت النبي محمد صلى الله وعليه وسلم.
وقد كان على قدر من العلم والثقافة، حفظ القرآن، وتلقن نصيبا من المعارف العامة ولنجابته بعث به والده لطلب العلم في الأزهر بالقاهرة فتلقى العلم على كوكبة من علمائه وتأثر بأصحاب التيار المجدد ومنهم شيخه الشاب علي الصالحي الذي درس عليه علوم العربية، وتأثر بأسلوبه في البيان والتعبير.
اتصل بالشيخ محمد عبده وكانت النقلة النوعية التي حددت مكانته العلمية، ومستقبله في مدرسة الإحياء والتجديد والإصلاح فلقد تتلمذ على محاضرات الأستاذ الإمام في تفسير القرآن، وتأثر بمنهجه في التوحيد وما يراه تنقية للعقائد الإسلامية من ترف المتكلمين القدامى، وكذلك الحال في البلاغة واللغة العربية عرفت نقلة في أسلوب تقديمها في وقته وقد صار بعد ذلك أحد أهم أعلام مصر والعالم الإسلامي وأحد أهم من شكلوا قوانينها ومسارها التشريعي والفقهي والوطني وقد ساهم بمجهودات كبيرة ليتبوأ الأزهر مكانته رغم قلة كتبه.

## نشأته ومراحل تعليمه
كان والد الشيخ الإمام محمد مصطفى المراغي على قسط من الثقافة، ويتمتع بسمعة طيبة ومنزلة كريمة في الوسط الذي يعيش فيه، فدفع ابنه إلى حفظ القرآن الكريم، ولقَّنه نصيبًا من المعارف الدينية.
وظهرت نجابته فأرسله أبوه إلى الأزهر ليكمل تعليمه فيه، فتلقى العلوم على كبار مشايخه، وفي مقدمتهم الشيخ علي الصالحي من شباب علماء الأزهر المستنيرين المحققين، درس عليه الإمام علوم العربية وتأثر بأسلوبه في التوضيح والتبيين، ثم اتصل بالشيخ الإمام محمد عبده، فانتفع بمحاضراته العامة في التفسير والتوحيد والبلاغة، وتفتحت على يديه مواهبه العقلية، وازداد اتصالا به، وتأثر بمنهجه السلوكي، ودعوته الإصلاحية ومواقفه الوطنية، ودراساته العلمية، وظل وثيق الصلة به، سائرًا على نهجه في التجديد والإصلاح.
وكان الإمام المراغي معروفًا بين أقرانه من الطلاب بالأخلاق الكريمة والحرص على مواصلة البحث والدراسة ووفرة التحصيل، وكان له رفقة من طلاب الأزهر النابهين يواصلون قراءة الدروس والكتب المقررة قبل إلقاء المدرسين لها، كما كانوا لا يكتفون بدراسة الكتب المقررة بل كانوا يقبلون على كل مصادر المعرفة وشتى العلوم ينهلون منها.
وفي الثاني عشر من ربيع الأول سنة 1322هـ الموافق 26 من مايو سنة 1904م تقدم لامتحان العَالِمية فنالها بتقدير الدرجة الثانية، وكان الشيخ محمد عبده هو الذي يمتحنه في شهادة العَالِمية، فلاحظ أن الشيخ المراغي مريض، فلما انتهى الامتحان قال له: لاحظت أنك محموم ولكنك كنت فوق الإجازة، وظهرت النتيجة وكان المراغي أول زملائه في النجاح، وإن لم ينل الدرجة الأولى؛ لأن إجماع لجنة الامتحان عليها عسير، وقد دعاه الشيخ محمد عبده إلى منزله تكريمًا له.
وقد نال الشيخ محمد مصطفى المراغي العَالِمية وهو في الرابعة والعشرين من عمره، وهي سِنٌّ مبكرة بالنِّسبة إلى علماء الأزهر.
ثم بدأ التدريس بالأزهر، ولم يطل مُكثه بالتدريس إلا بضعة أشهر اختير بعدها قاضيًا بالسودان، ومع قِصَرِ هذه المدة لفت إليه الأنظار ببراعته في الشرح والإبانة، حتى جذب إليه حشودًا عديدة من الطلاب.

## سفره للسودان مرتين

### توليته المناصب القضائية في السودان
لَمَّا طلبت حكومة السودان من الشيخ محمد عبده اختيار قضاة السودان الشرعيين، كان الإمام المراغي في مقدمة من اختارهم، فسافر الشيخ الإمام محمد مصطفى المراغي قاضيًا لمديرية دنقلة، وبعد قليل نُقل الشيخ الإمام قاضيًا لمديرية الخرطوم.
وفي هذه الفترة كان الشيخ الإمام المراغي دائم الاتصال بأستاذه الإمام المفتي الشيخ محمد عبده، فقد تبادلا رسائل قيمة في الشؤون الدينية والوطنية، وظلَّ الشيخ الإمام المراغي وفيًّا لأستاذه في حياته وبعد مماته.
وفي سنة 1907م اختلف هو وقاضي القضاة والسكرتير القضائي في وجهة النظر في اختيار المفتشين بالمحاكم الشرعية في السودان، فقدَّم استقالته وعاد إلى مصر.
ومما يُؤثر عنه أن مُرَتَّب القاضي في السودان كان أربعة عشر جنيهًا، غير أنه مُنح زيادة قدرها ستة جنيهات، فرفض قبولها واحتج لدى السكرتير القضائي (منصب يشبه منصب وزير العدل) المستر كارتر، فقال له السكرتير القضائي: إني لأعجب لقاضٍ شرعي يرفض ستة جنيهات علاوة في الشهر، فقال له الشيخ: إن عجبي مثل عجبك من أن القاضي الإنجليزي يتناول خمسين جنيهًا، بينما تستكثر على القاضي الشرعي المصري عشرين جنيهًا، وطلب الشيخ إجازة ثلاثة أشهر، وعاد إلى مصر، وألحَّ عليه السكرتير طالبًا عودته فرفض وقدَّم استقالته.
وفي الثاني من شعبان سنة 1325هـ الموافق التاسع من سبتمبر سنة 1907م عُيِّن مفتشًا للدروس الدينية بديوان عموم وزارة الأوقاف، ولكنه لحبه للبحث والدراسة عاد إلى التدريس بالأزهر مع احتفاظه بوظيفته في الأوقاف.
وفي سنة 1908م زاره سلاطين باشا، وكان وكيلا لحكومة السودان بمصر، وعرض عليه أن يكون قاضي القضاة، فقال له الإمام: إن حكومة السودان أبت عليَّ في العام الماضي وظيفة مفتش بالمحاكم الشرعية، فكيف ترضى اليوم أن أكون قاضي القضاة؟ فأجابه: إن الحكومة اقتنعت اليوم بما لم تكن تقتنع به، وإنني أريد أن أعرف الشروط التي تجعلها أساسًا لقبول هذا المنصب الأخير، فاشترط شروطًا أهمهما:
أن يكون تعيينه بأمر من خديوي مصر (الحاكم المسلم) وأصرَّ على رأيه، وتمَّ له ما أراد، وصدر أمر بتعيينه في 4 من رجب سنة 1326هـ الموافق 1 من أغسطس سنة 1908م. على الرغم من أن السياسة الإنجليزية كانت تُخطط لقطع كل صلة تربط السودان بمصر، لهذا وُلِّيَ القاضي الذي خَلَفَه بأمر الحاكم الإنجليزي.
ولما أرادت حكومة السودان تعديل لائحة المحاكم الشرعية بالسودان، تمسك الشيخ الإمام بأن من سلطته أن يختار للقضاة الآراء الفقهية التي يحكمون بها، وأبى السكرتير القضائي قبول هذا، وأصرَّ الشيخ الإمام المراغي على رأيه، واحتكما إلى الحاكم العام، فنصر الشيخ على خصمه ونفَّذ له ما أراد.
فالشيخ كان يعمل على ترقية القضاء بالسودان، فقد أشرف على القسم الشرعي من كلية (غاردون) وزوده بأساتذة من العلماء المصريين الممتازين من الأزهر ودار العلوم، وبهذا نهض بالقضاة وكرامة القضاء.
ولما اشتدت الثورة بمصر، التف المصريون بالسودان حول الشيخ الإمام المراغي فقاد جموعهم في مظاهرة كبيرة، وأخذ يجمع التوقيعات لتأييد زعامة سعد زغلول وأصحابه والإقرار بأنهم وكلاء الأمة، وهنا ثار حُكَّام الإنجليز بالسودان، فاقترح بعضهم سجنه، واقترح بعضهم اعتقاله ونفيه، ولكن السكرتير القضائي رأى في ذلك خطرًا، ورأى أن يمنحه إجازة عاجلة غير محددة، وبهذا عاد إلى مصر دون أن تلحقه أي إساءة أو يناله أي ضرر.
وبهذا انتهى عمله بالسودان، وكان في هذه المرة ممتدًّا من سنة 1908م حتى سنة 1919م.

### الشيخ وجورج الخامس
اعتزمت الحكومة البريطانية أثناء احتلالها للهند أن تحتفل بتنصيب الملك جورج الخامس إمبراطورا على الهند فأصدرت الأوامر إلى الأعيان وكبار الموظفين في السودان أن يسافروا إلى ميناء سواكن لاستقبال باخرة الملك وهي في طريقها إلى الهند حيث تتوقف لبعض الوقت وكان في مقدمة المدعوين قاضي السودان وقتئذ الشيخ المراغي، وكان البروتوكول يقضي بألا يصعد إلى الباخرة أحد غير الحاكم الإنجليزي، القائد الإنجليزي والسكرتير القضائي، وأما من عداه فيمكثون بمحاذاة الباخرة ويكفي أن يشرفهم الملك بإطلالة عليهم. وعلم الشيخ ذلك الترتيب فأخبر الحاكم الإنجليزي بأنه لن يحضر لاستقبال الملك ألا إذا صعد مثله إلى الباخرة لملاقاته.
تحرج الإنجليز وكثفوا اتصالاتهم ومن ثم غيروا الترتيب، وصعد الشيخ المراغي السفينة وقابل جورج الخامس. فقال بعض الإنكليز والمراسلين مستنكرين: «كان ينبغي أن تنحني للملك كما ينحني كل من يصافحه» فرد عليهم قائلا: «ليس في ديننا الركوع لغير الله».

## مناصبه
بعدما عاد الشيخ الإمام محمد مصطفى المراغي من السودان، تولَّى مناصب قضائية هامة، وهي:
- رئيس التفتيش الشرعي بوزارة الحقانية (العدل) في 9 من أكتوبر سنة 1919م.
- رئيس محكمة مصر الكلية الشرعية في 21 من يوليو سنة 1920م.
- عضو المحكمة العليا الشرعية في 27 من يناير سنة 1921م.
- رئيس المحكمة العليا الشرعية في 11 من ديسمبر سنة 1923م.

ولِّي هذه المناصب القضائية الكبرى ما بين سنة 1919م وسنة 1928م، وفي هذا المناصب قام بعدة إصلاحات هامة، حيث أمر بتشكيل لجنة لتنظيم الأحوال الشخصية برئاسته، ووجَّه اللجنة إلى عدم التقيد بمذهب الإمام أبي حنيفة إذا وجد في غيره ما يُنَاسب المصلحة العامة للمجتمع، وكان القضاة قبل ذلك مقيدين بمذهب الإمام الأعظم أبي حنيفة، فجعلهم يقتبسون من المذاهب الأخرى ومن آراء المجتهدين بما يناسب الزمان والمكان، وبهذا استطاع أن يقوم بإصلاحات عديدة في محيط الأسرة الإسلامية، فأصدر في يوليو سنة 1920م قانون الأحوال الشخصية.

## أخلاقه
كان الشيخ الإمام محمد مصطفى المراغي لَيِّن الجانب، جم التواضع، مُعتزًّا بكرامته كل الاعتزاز.

## مكانته
كان الإمام محمد مصطفى المراغي يناضل في سبيل إصلاح مناهج الأزهر ، وتحديد أهدافه بين تيارات متضاربة عنيفة من ملك مستبد، وأحزاب متناحرة، واحتلال أجنبي يفرض سلطانه، ولكنه على الرغم من هذا كله مضى في طريقه يقتحم العقبات ويخوض الشدائد، واضعًا استقالته في يده، يلوح بها أو يقدمها في الوقت المناسب.
قال عنه الشيخ الإمام عبد الحليم محمود: عالم ذكي، ذو شخصية خارقة، مهيب، صاحب رأي في العلم والسياسة، بليغ الأسلوب.
وكان الجميع يقدرونه، فالإنجليز تعاملوا معه في السودان، ونزلوا على رأيه في بعض المواقف الهامة، والملك فاروق كان كثيرًا ما يستمع إليه ويحضر مجالسه العلمية في شهر رمضان ويأمر بإذاعتها، وينصره أحيانًا على بعض الأحزاب المناوئة له، والأحزاب تعرف له مكانته، ومن عاداه من رجال السياسة عرفوا له مكانته، وبخاصة بعد وفاته، وكان الإمام جريئًا في قول الحق وإن أغضب ذوي السلطان.
ولقد كتب حاكم السودان -أيام كان الشيخ الإمام المراغي فيه- إلى وزارة الخارجية الإنجليزية قائلا: إن الشيخ المراغي يُعدُّ من دهاة العالم.
وفي خلال ثورة سنة 1919م وكان الشيخ الإمام المراغي بالسودان كتبت صحيفة (التايمز) وهي صحيفة بريطانية مشهورة: أبعدوا هذا الرجل، فإنه أخطر على بلادنا وحياتنا من ويلات الحرب.

## مؤلفاته
- الأولياء والمحجورون، نال بها عضوية هيئة كبار العلماء، وهو بحث فقهي في موضوع الحَجْر على السفهاء، والذين يتولون أمورهم بعد الحَجْرِ، وهو مخطوط بمكتبة الأزهر.
- تفسير جزء تبارك، وقد ألفه ليكمل به تفسير الإمام محمد عبده جزء عم.
- بحث في وجوب ترجمة القرآن الكريم، طبع بمطبعة الرغائب سنة 1936م.
- رسالة (الزمالة الإنسانية) كتبها لمؤتمر الأديان بلندن، مطبوعة بمطبعة الرغائب سنة 1936م.
- بحوث في التشريع الإسلامي، وأسانيد قانون الزواج رقم 25 سنة 1929م، مطبوعة بالقاهرة.
- مباحث لغوية بلاغية، كتبها أثناء تدريسه لكتاب التحرير في الأصول.
- الدروس الدينية، وهي تفسير لبعض السور والآيات القرآنية، ألقاها في احتفالات عامة بمساجد القاهرة والإسكندرية الكبرى، واستمع إليها الملك فاروق في ليالي رمضان سنة 1356هـ إلى سنة 1364هـ، وقد نُشرت بمجلة الأزهر، كما نشرت مستقلة في كتيبات، ومات وهو يفسر سورة القدر قبل حلولها بأسبوعين.
- كما أن له مقالات وخُطبًا عديدة، نجد نماذج منها في ختام كتاب (الشيخ المراغي بأقلام الكُتَّاب).

## ولايته لمشيخة الأزهر
في يوم التاسع من ذي الحجة سنة 1346هـ الموافق الثامن والعشرين من مايو سنة 1928م صدر قرار بتولية الشيخ الإمام محمد مصطفى المراغي مشيخة الأزهر الشريف، فأقبل بعزيمة قوية على النهوض بالأزهر ليتبوأ المكانة الجديرة به في تاريخ النهضة الإسلامية، فألَّف لِجَانًا برئاسته لدراسة قوانين الأزهر ومناهج الدراسة فيه، وعَمِلَ على تنقيح هذه القوانين والمناهج، واهتمَّ بالدراسات العليا فاقترح إنشاء ثلاث كليات عليا تتخصص الأولى في دراسة العلوم العربية، والثانية في علوم الشريعة، والثالثة في أصول الدين، وكانت له آمال كثيرة يسعى لتحقيقها في تطوير الأزهر، ولكن العقبات وقفت في وجه الشيخ الإمام، وحالت بينه وبين الأهداف التي ينشدها فاستقال من منصبه في العاشر من أكتوبر سنة 1929م، ويذكر المعاصرون لهذه الأحداث أن السبب في تمسك الشيخ الإمام المراغي برأيه وإصراره على الاستقالة هو أنه أراد أن تطلق يده في إدارة الأزهر على أن يختار من يعاونونه، ولكن الملك كان يريد السيطرة على شؤون الأزهر جميعها، فرفض كل الرفض أن يمنح الإمام هذه السلطة، فاستقال الإمام، وقُبلت استقالته، ثم صدر قرار بتعيين الشيخ محمد الأحمدي الظواهري شيخًا للأزهر.
ولما استقال الإمام المراغي لم يخلد إلى الراحة والسكون، بل قضى أكثر من خمس سنوات عاكفًا في بيته على البحث والدراسة ومراجعة آراء المصلحين من قبله، وبخاصة أستاذه الإمام الشيخ محمد عبده، كما راجع الأسس التي وضعها للإصلاح في عهد مشيخته الأولى، وما تمَّ تحقيقه منها في عهد الظواهري، وما لم يتم وما ينبغي تعديله منها في ضوء دراساته العميقة للنهوض بالأزهر، حتى اتضحت أمامه الصورة وبرزت معالمها.
فلمَّا عاد إلى الأزهر مؤيدًا من آلاف العلماء والطلبة، ومؤيدًا من الحكومة، ومؤيدًا من الرأي العام باشر تنفيذ ما استقر عليه رأيه من وجوه الإصلاح، فأصدر القانون رقم 26 لسنة 1936م، وقد ألغى به القانونين الصادرين في سنة 1923م وفي سنة 1930م، والقانون الأخير أصدره الشيخ الظواهري، وأكمل ما بدأه من إصلاح في فترته الأولى، مع بعض التعديلات، وقد حدد مهمة الأزهر وأنه هو المعهد العلمي الإسلامي الأكبر، والغرض منه:
- القيام على حفظ الشريعة الغرَّاء: أصولها وفروعها، واللغة العربية، وعلى نشرهما.
- تخريج علماء موكل إليهم تعليم علوم الدين واللغة في مختلف المعاهد والمدارس ويتولون الوظائف الشرعية في الدولة.

وخلاصة هذا القانون الذي أصدره أنه يقوم على الأسس التالية:
التعليم في الأزهر يتم في أربع مراحل:
1. المرحلة الابتدائية، ومدتها أربع سنوات.
2. المرحلة الثانوية، ومدتها خمس سنوات.
3. مرحلة الكليات، وهي ثلاث كليات، كلية الشريعة، وكلية أصول الدين، وكلية اللغة العربية، ومدة الدراسة بها أربع سنوات.
4. مرحلة العَالِمية في هذه الكليات الثلاثة.

ومن الأعمال الجليلة التي قام بها الشيخ الإمام المراغي، ما يلي:
1. إنشاء لجنة الفتوى: شكَّل الشيخ الإمام محمد مصطفى المراغي لجنة من كبار العلماء في 12 من جمادى الأولى سنة 1354هـ الموافق 11 من أغسطس سنة 1935م، تتكون من رئيس وأحد عشر عضوًا، منهم ثلاثة من فقهاء الأحناف، وثلاثة من المالكية، وثلاثة من الشافعية، واثنان من الحنابلة، وهذه اللجنة تجيب عن الأسئلة التي تتلقاها من الأفراد والهيئات وفقًا لمذهب معين إذا طلب السائل ذلك، أو وفق ما تقضي به القواعد المستمدة من الكتاب والسنة والإجماع أو القياس الصحيح إذا لم يقيدها السائل بمذهب خاص، مُرَاعية بذلك ما هو أرفق بحال السائل إذا قوي الدليل على مراعاته.
2. إنشاء قسم الوعظ والإرشاد: أنشأ الشيخ الإمام محمد مصطفى المراغي قِسْمًا خاصًّا سمَّاه (الوعظ والإرشاد) لنشر الثقافة الإسلامية في الأقاليم سنة 1928م.
3. التطوير لجماعة كبار العلماء: في سنة 1911م أنشأ الشيخ سليم البشري (هيئة كبار العلماء) وتتكون من ثلاثين عالما من صفوة علماء الأزهر، ليتفرغ كل منهم لإلقاء محاضرات علمية عميقة بحسب تخصصه في العلوم المختلفة، وهذه الدروس يحضرها العلماء والباحثون، فلما جاء الإمام المراغي غيَّر اسمها إلى (جماعة كبار العلماء) واشترط في أعضائها -إلى جانب الشروط القديمة- أن يكون العضو فيها من العلماء الذين أسهموا في الثقافة الدينية، وأن يُقدِّم رسالة علمية تتسم بالجدَّة والابتكار، وجعل أعضاءها ثلاثين عضوًا، وآثر بعضويتها أولي الكفاءات العلمية والأخلاق السامية حتى أصبحت أكبر هيئة دينية في العالم الإسلامي، وقد حلَّ محلها الآن مجمع البحوث الإسلامية.

ورأى قبيل وفاته أن يُنشئ مراقبة خاصة للبحوث والثقافة الإسلامية تختص بالنشر والترجمة والعلاقات الإسلامية، والبعوث العلمية، والدعاة، فصدر قرار بإنشائها في يوليو سنة 1945م، ولم يمض على إنشائها شهر حتى لقي ربه.

## وفاته

لقي الشيخ الإمام محمد مصطفى المراغي في حياته متاعب عديدة، وتعرَّض لخصومات عنيفة من بعض الأحزاب، وبعض العلماء، وبعض أصحاب السلطان أوهنت قوته وأضعفت صحته.
ولما طلَّق الملك فاروق زوجته الأولى أراد إصدار فتوى شرعية تمنعها من الزواج بعده، وحاول حمل الإمام بكل الوسائل على إصدار هذه الفتوى، فرفض، وكان الشيخ الإمام المراغي مريضًا بمستشفى المواساة، ثم زاره الملك وعقب مشادة عنيفة بينهما بسبب إصرار الإمام على عدم إصدار هذه الفتوى للملك، ساءت صحة الشيخ وتدهورت، حتى لقي ربه ليلة الأربعاء الرابع عشر من شهر رمضان سنة 1364هـ الموافق الثاني والعشرين من شهر أغسطس سنة 1945م.